# Microserica steelei
Microserica steelei är en skalbaggsart som beskrevs av Ahrens 2004. Microserica steelei ingår i släktet Microserica och familjen Melolonthidae. Inga underarter finns listade i Catalogue of Life.